# Боровёнковское сельское поселение
Боровёнковское сельское поселение — муниципальное образование в Окуловском муниципальном районе Новгородской области.
Крупнейший населённый пункт и административный центр — посёлок Боровёнка. Численность постоянного населения на 1 января 2011 года — 3046 человек (в 2006 году — 3113 чел.)

## География
Территория сельского поселения расположена в центре Новгородской области, на северо-западе Окуловского района. Боровёнковское сельское поселение является самым крупным по территории поселением в Окуловском муниципальном районе, его площадь — 101 тыс. га.
Граничит:
- на севере с Маловишерским муниципальным районом;
- на северо-востоке с Любытинским муниципальным районом;
- на востоке с Котовским сельским поселением;
- на юго-востоке с Кулотинским городским поселением;
- на юге с Окуловским городским поселением;
- на юго-западе c Берёзовикским сельским поселением;
- на западе c Крестецким муниципальным районом.

## История
Боровёнковское сельское поселение было образовано в соответствии с законом Новгородской области от 11 ноября 2005 года № 559-ОЗ. В состав сельского поселения вошли 76 населённых пунктов. Постановлением Администрации Новгородской области от 23 января 2006 года № 28 были утверждены границы (черта) этих населённых пунктов, приведено описание их границ и занимаемая ими площадь. В результате муниципальной реформы было образовано не только новое муниципальное образование, но и были объединены администрации Боровёнковского, Каёвского, Висленеостровского и Торбинского сельсоветов.

## Население
| 2010  | 2012  | 2013  | 2014  | 2015  | 2016  | 2017  |
| ----- | ----- | ----- | ----- | ----- | ----- | ----- |
| 2451  | ↘2430 | ↗2453 | ↗2456 | ↘2375 | ↘2326 | ↘2224 |
| 2021  |       |       |       |       |       |       |
| ↘1683 |       |       |       |       |       |       |

## Состав сельского поселения
| №  | Населённый пункт         | Тип населённого пункта          | Население |
| -- | ------------------------ | ------------------------------- | --------- |
| 1  | Божеводово               | деревня                         | 0         |
| 2  | Болотница                | деревня                         | 5         |
| 3  | Большие Гусины           | деревня                         | 1         |
| 4  | Большие Концы            | деревня                         | 1         |
| 5  | Большое Бабье            | деревня                         | 2         |
| 6  | Большое Боротно          | деревня                         | 11        |
| 7  | Большой Заполек          | деревня                         | 5         |
| 8  | Бор                      | деревня                         | 0         |
| 9  | Боровёнка                | посёлок, административный центр | 1301      |
| 10 | Буянцево                 | деревня                         | 1         |
| 11 | Ватагино                 | деревня                         | 5         |
| 12 | Верховик                 | деревня                         | 1         |
| 13 | Висленев Остров          | деревня                         | 82        |
| 14 | Выдрино                  | деревня                         | 1         |
| 15 | Высокий Остров           | деревня                         | 14        |
| 16 | Вялка                    | деревня                         | 32        |
| 17 | Вялое Веретье            | деревня                         | 7         |
| 18 | Глухово                  | деревня                         | 0         |
| 19 | Глядки                   | деревня                         | 0         |
| 20 | Горбово                  | деревня                         |           |
| 21 | Горки                    | деревня                         | 0         |
| 22 | Данилово                 | деревня                         | 5         |
| 23 | Девущино                 | деревня                         | 0         |
| 24 | Дерняки                  | деревня                         | 120       |
| 25 | Ермолино                 | деревня                         | 4         |
| 26 | Заречная                 | деревня                         | 7         |
| 27 | Заручевье                | деревня                         | 7         |
| 28 | Каёво                    | деревня                         | 5         |
| 29 | Каптерево                | деревня                         | 3         |
| 30 | Козловка                 | деревня                         | 60        |
| 31 | Коржава                  | деревня                         | 6         |
| 32 | Коржава Дерняковская     | деревня                         | 26        |
| 33 | Корпово                  | деревня                         | 1         |
| 34 | Крутец                   | деревня                         | 36        |
| 35 | Лешино                   | деревня                         | 3         |
| 36 | Малое Бабье              | деревня                         | 3         |
| 37 | Малое Боротно            | деревня                         | 0         |
| 38 | Малые Гусины             | деревня                         | 7         |
| 39 | Мельница                 | деревня                         | 2         |
| 40 | Михновичи                | деревня                         | 0         |
| 41 | Наволок                  | деревня                         | 0         |
| 42 | Нароново                 | деревня                         | 21        |
| 43 | Нездрино                 | деревня                         | 0         |
| 44 | Низовка                  | деревня                         | 8         |
| 45 | Новая Давыдовщина        | деревня                         | 0         |
| 46 | Оленино                  | деревня                         | 2         |
| 47 | Ольгино                  | деревня                         | 9         |
| 48 | Ольховка                 | деревня                         | 0         |
| 49 | Отрада                   | деревня                         | 0         |
| 50 | Памозово                 | деревня                         | 22        |
| 51 | Пепелово                 | деревня                         | 0         |
| 52 | Пестово                  | деревня                         | 8         |
| 53 | Песчанка                 | деревня                         | 2         |
| 54 | Плавищи                  | деревня                         | 0         |
| 55 | Поддубье                 | деревня                         | 8         |
| 56 | Поджарье                 | деревня                         | 5         |
| 57 | Полежалово               | деревня                         | 3         |
| 58 | Приволье                 | деревня                         | 0         |
| 59 | Пролетарский             | посёлок                         | 49        |
| 60 | Раменье                  | деревня                         | 7         |
| 61 | Рашутино                 | деревня                         | 14        |
| 62 | Сельцо-Никольское        | деревня                         | 7         |
| 63 | Сосновый                 | посёлок                         | 33        |
| 64 | Сутоки                   | деревня                         | 7         |
| 65 | Сутоки-Висленеостровские | деревня                         | 11        |
| 66 | Сухово                   | деревня                         | 10        |
| 67 | Тальцево                 | деревня                         | 12        |
| 68 | Теребуново               | деревня                         | 1         |
| 69 | Торбино                  | деревня                         | 0         |
| 70 | Торбино                  | железнодорожная станция         | 390       |
| 71 | Узи                      | деревня                         | 10        |
| 72 | Хорино                   | деревня                         | 29        |
| 73 | Чернецко                 | деревня                         | 6         |
| 74 | Шарово                   | деревня                         | 0         |
| 75 | Шешка                    | деревня                         | 0         |
| 76 | Ярусово                  | деревня                         | 13        |

## Достопримечательности
- Церковь Святой Троицы в Язвищах — региональный памятник архитектуры в ныне не существующем погосте Язвищи.

## Археология
Между деревнями Заручевье и Бор находится крупнейший в бассейне реки Волмы комплекс памятников второй половины I — начала II тысячелетия нашей эры, в состав которого входят: поселение Заручевье-IV, селище, сопочный могильник, одиночные сопки, курганная группа, относящаяся к культуре длинных курганов, и древнерусский могильник XI — XII веков.